# Pro Evolution Soccer 2011
Pro Evolution Soccer 2011 (skraćeno: PES 2011, a poznato i kao World Soccer: Winning Eleven 2011 u Aziji) deseta je po redu nogometna videoigra iz Pro Evolution Soccer serijala, od proizvođača Konamija u suradnji s Blue Sky Teamom. Igra je najvaljena 9. veljače 2010., a izdana je 30. rujna iste godine za PlayStation 3, PC i Xbox 360 u Europskoj uniji, te 8. listopada u UK. Verzije za Wii, PlayStation 2, i PlayStation Portable konzole izdane su 28. listopada 2010. U igri se pojavljuju natjacanja UEFA Liga prvaka i UEFA Europska liga, i po prvi put CONMEBOL Copa Libertadores i UEFA Superkup s punom licencijom.
Prvi službeni video prikazan je 4. svibnja 2010., a demo je izdan 15. rujna 2010. za PC i PS3. U demo-verziji, dopušteno je igranje samo prvih 10 minuta, s četiri moguće momčadi: FC Barcelona, Bayern München, Guadalajara i Internacional. Na službenom omotu igre treću godinu za redom je Lionel Messi.

## Mogućnosti
Za razliku od prethodnih igara, PES 2011 dodao je ili unaprijedio neke mogućnosti igranja.
- Kontrola lopte: Poboljšane su igračke vještine s loptom, kao što su dodavanja, udarci, ubacivanja, dobacivanja u for, i "felševi".
- Mjerila za udarce i snagu: Opširniji podaci o općoj snazi i formi igrača. Npr., igrač koji neprekidno trči, sporije dobacuje i usparava tempo, iako je na početku utakmice bio brz i dinamičan.
- Nova umjetna inteligencija kod braniča: Obrambeni igrači se drže svoje pozicije i ne trče automatski po svaku loptu, što je dosad bio slučaj.
- Poboljšani vratari: Igrač od sada ima više kontrole nad vratarima i upravlja njime kod brzih izlazaka s gola, instinktivnih obrana, točnog određivanja kod ispucavanja lopte, i precizne raspodjele lopte.
- Realističniji izgled nogometašâ: Ovog je puta prerađen svaki element animacije u igri. Nogometaši izgledaju prirodnije, kao i njihova kretanja, blokiranja, guranja, uklizavanja, itd. Dolazi do izražaja individualnih stilova nogometaša.
- Uređivanje stadiona: Nova opcija kod PES-a 2011 je Stadium Editor, koji omogućava kreiranje osobnih stadiona, s dotjeravanjem svake tribine, boje sjedala, reklamnih plakata, oblika terena, te uređivanja krova nad tribinama. Također se izabire eksterijer stadiona, ukupno se može napraviti 25 stadiona.
- Tempo igre: Brzina igranja tijekom utakmice varira kako se utakmica razvija. Ako se događa kontra napad, onda utakmica "oživi" i tempo se ubrzava, dok igrač može sam usporiti i smiriti igru.
- Estetika: Animacija lica je bitno poboljšana, kao i cijelog tijela nogometaša. Svi su aspekti realističniji, od kretanja, trčanja do uklizavanja i dobacivanja.
- Taktike i strategije: PES je nakon prošlog izdanja i ove godine bitno unaprijedio strateško-taktičke opcije. Svaki se individualac posebno podešava na željenu taktiku.
- Lažnjaci: Oduvijek su u serijalu bile razvijene razne vještine, lažnjaci, "finte", okreti i sl., ali PES 2011 nudi mogućnost igraču da sam "kreira" svoj lažnjak, najčešće s desnom analognom tipkom na konzolama.
- Master Liga Online: Noviteti su napravljeni i kod Master League opcije. Nakon rekonstruiranja u prošlom izdanju, ovog je puta kreirana na internetska multiplayer verzija Master Lige. Gameri preko interneta stvaraju zajedničke momčadi, da bi igrali protiv drugih.
- Nove opcije uređivanja: PES 2011 ne sadrži mogućnost uređivanja i kreiranja kopački. Ali, zato je više novih uređivačkih opcija, poput uređivanje stadiona, stvaranja osobnih liga, kao i logotipa liga. Sve se to nadodaje na dosadašnje mogućnosti Edit Mode-a.

## Licence
S ekskluzivnim ugovorom s UEFA-om, Liga prvaka, Europska liga i, po prvi put, CONMEBOL Copa Libertadores i UEFA Superkup imaju punu licencu. Natjecanja su postavljena u Master Ligu, a UEFA Superkup, je dostupan samo u PC, PS3, i Xbox 360 verzijama.

### Reprezentacije
Sljedeće reprezentacije se nalaze u igri i poredane su po redu kao u igri.
| Europa - Austrija - Belgija - BiH 2 - Bugarska - Hrvatska - Češka - Danska - Engleska - Finska - Francuska - Njemačka - Grčka - Mađarska - Irska - Izrael - Italija - Crna Gora 2 - Nizozemska - Sjeverna Irska - Norveška - Poljska - Portugal - Rumunjska - Rusija - Škotska - Srbija 2 - Slovačka 2 - Slovenija - Španjolska - Švedska - Švicarska - Turska - Ukrajina 2 - Wales 2 | Afrika - Alžir 1 2 - Angola 2 - Kamerun - Obala Bjelokosti - Egipat - Gana - Gvineja 2 - Mali 2 - Maroko 2 - Nigerija 2 - Senegal 2 - JAR - Togo 2 - Tunis 2 Sjeverna i Južna Amerika - Kanada 2 - Kostarika 2 - Honduras 2 - Meksiko 2 - Trinidad i Tobago 2 - SAD 2 - Argentina - Bolivija - Brazil - Čile - Kolumbija - Ekvador - Paragvaj 2 - Peru - Urugvaj - Venezuela 2 | Azija/Oceanija - Australija - Bahrein 2 - Kina 2 - Iran 2 - Irak 2 - Japan - Kuvajt 2 - Sjeverna Koreja 2 - Oman 2 - Katar 2 - Saudijska Arabija 2 - Južna Koreja - Sirija 2 - Tajland 2 - UAE 2 - Uzbekistan 2 - Novi Zeland 1 Klasične reprezentacije - Engleska 2 - Francuska 2 - Njemačka 2 - Italija 2 - Nizozemska 2 - Argentina 2 - Brazil 2 |

- podebljano – Momčadi s punom licencom
- 1 – Nove momčadi u serijalu
- 2 – Momčad ima fiktivne igrače

### Lige
Sljedeće lige imaju punu licencu:
- Ligue 1
- Eredivisie

Sljedeće su lige djelomično licencirane:
- FA Premier Liga — 2 licencirane momčadi: Manchester United i Tottenham Hotspur
- Serie A — 19 licenciranih momčadi: Bari, Bologna, Brescia, Cagliari, Catania, Cesena, Chievo, Fiorentina, Genoa, Internazionale, Juventus, Lazio, Lecce, Milan, Napoli, Parma, Roma, Sampdoria i Udinese
- Primera División — 14 licenciranih momčadi: Almería, Athletic Bilbao, Atlético Madrid, Barcelona, Deportivo La Coruña, Espanyol, Getafe, Mallorca, Racing de Santander, Real Madrid, Sporting Gijón, Valencia, Villarreal i Zaragoza

### Klubovi

#### Klubovi bez licence
| Premier Liga - North London (Arsenal FC) - West Midlands Village (Aston Villa FC) - West Midlands City (Birmingham City FC) - Lancashire (Blackburn Rovers FC) - Booktale (Blackpool FC) - Middlebrook (Bolton Wanderers FC) - London FC (Chelsea FC) - Merseyside Blue (Everton FC) - West London White (Fulham FC) - Merseyside Red (Liverpool FC) - Man Blue (Manchester City FC) - Tyneside (Newcastle United FC) - The Potteries (Stoke City FC) - Wearside (Sunderland AFC) - West Midlands Stripes (West Bromwich Albion FC) - East London (West Ham United FC) - Lancashire Athletic (Wigan Athletic FC) - Wolves (Wolverhampton Wanderers FC) | Serie A - Xavrenaguel (Palermo) Primera División - Hecioguel (Hércules CF) - Zelvantez (UD Levante) - Mlg Blanco/Azul (Málaga CF) - Pamp Rojo (CA Osasuna) - Ssfb. Azul/Blanco (Real Sociedad) - Sev Blanco (Sevilla FC) |

#### Ostali klubovi
Sljedeći su klubovi poredani jednako kao u igri. Njemački Werder Bremen i ruski Rubin Kazan su novi licencirani klubovi u igri.
| - Anderlecht - Club Brugge - Dinamo Zagreb - Sparta Prag - Copenhagen - HJK Helsinki - Werder Bremen - Bayern München - AEK Atena - Olympiakos - Panathinaikos | - PAOK - Rosenborg - Benfica - Braga - Porto - Sporting CP - Dinamo Bukurešt - CFR Cluj - Unirea Moskva - Spartak Moscow - Rubin Kazan - Zenit St. Peterburg | - Celtic - Rangers - Crvena zvezda - AIK - Basel - Beşiktaş - Fenerbahçe - Galatasaray - Shakhtar Donetsk - Dynamo Kijev - Boca Juniors - River Plate |

#### Copa Libertadores
Navedeni su klubovi koji se pojavljuju u novoj opciji igranja Copa Libertadoresa.
| - CD Guadalajara - CD Morelia - CF Monterrey - San Luis FC - Estudiantes Tecos - Banfield - Colón - Estudiantes de La Plata - Lanús - Newell's Old Boys - Vélez Sarsfield - Blooming - Bolívar - Real Potosí | - SC Corinthians - Cruzeiro EC - CR Flamengo - SC Internacional - São Paulo FC - Universidad Católica - Universidad de Chile - Colo-Colo - Once Caldas - Junior Barranquilla - Independiente Medellín - Deportivo Cuenca - Emelec | - Deportivo Quito - Cerro Porteño - Club Libertad - Nacional - Alianza Lima - Juan Aurich - Universitario - Club Nacional - CA Cerro - Racing Montevideo - Caracas FC - Deportivo Italia - Deportivo Táchira |

### Stadioni
Sljedeći se stadioni nalaze u igri. Ukupno ih ima 25 (14 licenciranih, 11 bez licence) plus 25 omogućenih za Stadium Editor opciju.
Licencirani
| #   | Stadion               | Država     | Momčad             |
| --- | --------------------- | ---------- | ------------------ |
| 1.  | Old Trafford          | Engleska   | Manchester United  |
| 2.  | Wembley Stadium       | Engleska   | Engleska           |
| 3.  | Camp Nou              | Španjolska | Barcelona          |
| 4.  | Santiago Bernabéu     | Španjolska | Real Madrid        |
| 5.  | Stade Louis II        | Monako     | Monaco             |
| 6.  | Giuseppe Meazza       | Italija    | Internazionale     |
| 7.  | San Siro              | Italija    | Milan              |
| 8.  | Stadio Olimpico       | Italija    | Lazio i Roma       |
| 9.  | Estádio do Dragão     | Portugal   | FC Porto           |
| 10. | Estádio José Alvalade | Portugal   | Sporting CP        |
| 11. | Estádio da Luz        | Portugal   | Braga              |
| 12. | Amsterdam ArenA       | Nizozemska | Ajax               |
| 13. | El Monumental         | Argentina  | River Plate        |
| 14. | Urawa Komaba Stadion  | Japan      | Urawa Red Diamonds |

Bez licence
| #   | Stadion                   | Pravo ime            | Država     | Momčad                                        |
| --- | ------------------------- | -------------------- | ---------- | --------------------------------------------- |
| 1.  | Rose Park                 | Stamford Bridge      | Engleska   | Chelsea                                       |
| 2.  | Bristol Mary Stadium      | Veltins-Arena        | Njemačka   | Schalke 04                                    |
| 3.  | Ville Marie Stadium       | Ernst Happel-Stadion | Austrija   | Austrija                                      |
| 4.  | Estadio del Nuevo Triunfo | Stadio Mestalla      | Španjolska | Valencia                                      |
| 5.  | Stade de Sagittaire       | Stade de Gerland     | Francuska  | Lyon                                          |
| 6.  | Stadio Orione             | Stadio San Paolo     | Italija    | Napoli                                        |
| 7.  | Estadio de Escorpiao      | Estádio do Maracanã  | Brazil     | Botafogo, Flamengo, Fluminense, Vasco da Gama |
| 8.  | Konami Stadium            | Nissan Stadion       | Japan      | Yokohama F. Marinos                           |
| 9.  | Estadio De Palenque       | Estadio Azteca       | Meksiko    | Meksiko                                       |
| 10. | Estádio Amazonas          | Estádio Vivaldo Lima | Brazil     | Manaus                                        |
| 11. | Mohamed Lewis Stadium     | Stadion 11. lipnja   | Libija     | Al-Ittihad Tripoli                            |

## Soundtrack
PES 2011 sadrži 24 licenciranih pjesama sa svojeg soundtracka.
| - Apples — "Theo" - Azymuth — "Roda Pião" - Babasonicos — "Microdancing" - Balkan Beat Box — "Marcha De La Vida" - Black Blood — "Aie a Mwana" - Coldrain — "Die tomorrow" - Crystal Castles — "Celestica" - Data — "Aerius Light" - Democustico — "Pera" - Destine — "In Your Arms" - Elite Force — "The Law Of Life" - Fever Ray — "When I Grow Up" | - Jabberloop X Soft Lipa — "Dental Driller" - Keane feat. K'naan — "Stop for a Minute" - Konono Nº1 — "Wumbanzanga" - Nina Zilli — "50mila" - Nina Zilli — "L'Inferno" - Passion Pit — "The Reeling" - Phoenix — "Armistice" - Shihad — "Sleepeater" - The Temper Trap — "Sweet Disposition" - The xx — "Crystalised (Rory Phillips remix)" - Vampire Weekend — "Cousins" - Whitley — "Head, First, Down" |

## Vanjske poveznice
- Službena stranica
- HCL recenzija